# Skuteč
Skuteč (tjekkisk udtale: [ˈskutɛtʃ] ; tysk: Skutsch) er en by i distriktet Chrudim i regionen Pardubice i Tjekkiet, med omkring 5.100 indbyggere.
Landsbyerne Borek, Hněvětice, Lažany, Lešany, Lhota u Skutče, Nová Ves, Radčice, Skutíčko, Štěpánov, Zbožnov, Zhoř og bydelen Žďárec u Skutče er administrative dele af Skuteč. Lešany udgør en eksklave af kommunens område.

## Geografi
Skuteč ligger omkring 18 km  sydøst for Chrudim og 26 km  sydøst for Pardubice. Den ligger hovedsageligt  i det bølgende og bakkede landskab i Železne hory (Jernbjergene), den nordlige del af det kommunale område strækker sig ind i Svitavy højlandet. En del af naturreservatet  Anenskédalen omkring Anenský Brook, ligger i området.

## Historie
Den første skriftlige omtale af Skuteč er fra 1289. Bebyggelsen lå på en mindre handelsrute. Skuteč blev forfremmet til en by sandsynligvis i første halvdel af det 14. århundrede. Det var en af de større byer i regionen. Dens udvikling blev bremset af Trediveårskrigen. I 1862 og 1867 blev byen hårdt beskadiget af store brande.

## Kultur
Siden 2003 har byen været vært for Tomášeks og Nováks Musical Skuteč, en årlig festival for klassisk musik og korsang.

## Seværdigheder
De mest bemærkelsesværdige bygninger er kirkerne. I Skuteč er der Jomfru Marias himmelfartskirke og Corpus Christi-kirken. Sankt Wenceslaus-kirken ligger i Lažany og Sankt Matthias-kirken i Štěpánov.
Fødestedet for den mest berømte indfødte, komponisten Václav Tomášek, er et folkearkitekturhus fra det 18. århundrede med en lille udstilling af hans liv og værk.

## Galeri
- Palackypladsen
- L'hôtel de ville.
- Štěpánov: Sainte-Annekapellet